# Emmanuel Théodose de La Tour d'Auvergne, duca di Bouillon
Emmanuel Théodose de La Tour d'Auvergne, duca di Bouillon (1668 – 17 aprile 1730), è stato un nobiluomo francese e governatore del sovrano Ducato di Bouillon.

## Biografia
Figlio secondogenito di Goffredo Maurizio de La Tour d'Auvergne e di Maria Anna Mancini, fu duca di Bouillon, duca d'Albret, duca di Château-Thierry, conte di Montfort, conte di Nègrepelisse, conte d'Alvernia, conte d'Évreux, conte di Beaumont-le-Roger, visconte di Turenne, visconte di Castillon, visconte di Lanquais, barone di Montgascon, barone di Limeuil. Tra i suoi cugini si includono due famosi generali della sua epoca, il duca Luigi Giuseppe di Borbone-Vendome ed il principe Eugenio di Savoia, assieme ai duchi Emanuele Maurizio ed Enrico di Elbeuf Suo fratello maggiore, Louis Charles de La Tour d'Auvergne, detenne prima di lui il titolo di principe di Turenna ma morì nella battaglia di Steenkerque e pertanto egli venne chiamato poi a succedergli. 
Dal 1715 al 1728 fu Gran ciambellano di Francia.

## Matrimonio e figli
La sua prima moglie, Marie Armande Victoire de La Trémoille (1677 – 1717), era figlia di Charles Belgique Hollande de La Trémoille, duca di Thouars (1655 – 1709), e di Madeleine de Créquy. Si sposarono il 1º febbraio 1696 ed ebbero sette figli:
- Armande de La Tour d'Auvergne (1697 - 1717), sposò nel 1716 Luigi II di Melun, duca di Joyeuse (1694 – 1724);
- Marie Madeleine de La Tour d'Auvergne (1698 – 1699), morta nell'infanzia
- Un figlio senza nome (1699), morto poco dopo la nascita
- Goffredo Maurizio de La Tour d'Auvergne, Principe di Turenne  (1701 – 1705) morto nell'infanzia
- Frédéric Maurice Casimir, Principe di Turenne (1702 – 1723), sposò nel 1723 Maria Carolina Sobieski (1697 – 1740), figlia di Giacomo Luigi Sobieski e sorella di Maria Clementina Sobieska; morì in un incidente a Strasburgo
- Marie Hortense Victoire de La Tour d'Auvergne (1704 – 1725), sposò Charles Armand René de La Trémoille (1708 – 1741)
- Charles Godefroy de La Tour d'Auvergne (1706 – 1771), che sposò la vedova del fratello Maria Carolina Sobieski

Si sposò per la seconda volta con Louise Françoise Angélique le Tellier, figlia di Louis François Marie Le Tellier de Barbazieux, segretario di stato per la guerra di Luigi XIV, dalla quale ebbe:
- Godefroy Girault de La Tour d'Auvergne

Nel maggio del 1720 sposò Anne Marie Christiane de Simiane, dalla quale ebbe:
- Anne Marie Louise de La Tour d'Auvergne, andata sposa nel 1734 a Carlo di Rohan, principe di Soubise

Sposò infine nel 1725 Luisa Enrichetta Francesca di Lorena, figlia di Anne Marie Joseph di Lorena, conte di Harcourt, dalla quale ebbe:
- Marie Sophie Charlotte de La Tour d'Auvergne, andata sposa a Charles Juste de Beauvau-Craon (1720 – 1793), maresciallo di Francia.

## Ascendenza
|                                            |                         |                                   | Genitori                             |  |  | Nonni |  |  | Bisnonni                       |  |  | Trisnonni                              |  |
|                                            |                         |                                   |                                      |  |  |       |  |  | 8. Henri de La Tour d'Auvergne |  |  | 16. François III de La Tour d'Auvergne |  |
|                                            |                         |                                   |                                      |  |  |       |  |  | 8. Henri de La Tour d'Auvergne |  |  | 16. François III de La Tour d'Auvergne |  |
|                                            |                         | 17. Éléonore de Montmorency       |                                      |  |  |       |  |  | 8. Henri de La Tour d'Auvergne |  |  |                                        |  |
| 4. Frédéric Maurice de La Tour d'Auvergne  |                         |                                   |                                      |  |  |       |  |  | 8. Henri de La Tour d'Auvergne |  |  |                                        |  |
|                                            |                         | 9. Elisabeth Flandrika van Nassau | 18. Willem I van Oranje              |  |  |       |  |  |                                |  |  |                                        |  |
|                                            |                         | 9. Elisabeth Flandrika van Nassau | 18. Willem I van Oranje              |  |  |       |  |  |                                |  |  |                                        |  |
|                                            |                         | 9. Elisabeth Flandrika van Nassau | 19. Charlotte de Bourbon-Montpensier |  |  |       |  |  |                                |  |  |                                        |  |
| 2. Godefroy Maurice de La Tour d'Auvergne  |                         | 9. Elisabeth Flandrika van Nassau |                                      |  |  |       |  |  |                                |  |  |                                        |  |
|                                            |                         | 10. Frederik van den Bergh        | 20. Willem IV van den Bergh          |  |  |       |  |  |                                |  |  |                                        |  |
|                                            |                         | 10. Frederik van den Bergh        | 20. Willem IV van den Bergh          |  |  |       |  |  |                                |  |  |                                        |  |
|                                            |                         | 10. Frederik van den Bergh        | 21. Maria van Nassau                 |  |  |       |  |  |                                |  |  |                                        |  |
| 5. Eleonora van den Bergh                  |                         | 10. Frederik van den Bergh        |                                      |  |  |       |  |  |                                |  |  |                                        |  |
|                                            |                         | 11. Françoise de Ravenel          | 22. Eustache de Ravenel              |  |  |       |  |  |                                |  |  |                                        |  |
|                                            |                         | 11. Françoise de Ravenel          | 22. Eustache de Ravenel              |  |  |       |  |  |                                |  |  |                                        |  |
|                                            |                         | 11. Françoise de Ravenel          | 23. Marie de Renty                   |  |  |       |  |  |                                |  |  |                                        |  |
| 1. Emmanuel Théodose de La Tour d'Auvergne |                         | 11. Françoise de Ravenel          |                                      |  |  |       |  |  |                                |  |  |                                        |  |
|                                            | 12. Paolo Lucio Mancini | 24. Lorenzo Mancini               |                                      |  |  |       |  |  |                                |  |  |                                        |  |
|                                            | 12. Paolo Lucio Mancini | 24. Lorenzo Mancini               |                                      |  |  |       |  |  |                                |  |  |                                        |  |
|                                            | 12. Paolo Lucio Mancini | 25. Olimpia Massimo               |                                      |  |  |       |  |  |                                |  |  |                                        |  |
| 6. Michele Lorenzo Mancini                 | 12. Paolo Lucio Mancini |                                   |                                      |  |  |       |  |  |                                |  |  |                                        |  |
|                                            |                         | 13. Vittoria Capocci              | 26. Vincenzo Capocci                 |  |  |       |  |  |                                |  |  |                                        |  |
|                                            |                         | 13. Vittoria Capocci              | 26. Vincenzo Capocci                 |  |  |       |  |  |                                |  |  |                                        |  |
|                                            |                         | 13. Vittoria Capocci              | 27. Lucrezia Glorieri                |  |  |       |  |  |                                |  |  |                                        |  |
| 3. Maria Anna Mancini                      |                         | 13. Vittoria Capocci              |                                      |  |  |       |  |  |                                |  |  |                                        |  |
|                                            |                         | 14. Pietro Mazzarino              | 28. Girolamo Mazzarino               |  |  |       |  |  |                                |  |  |                                        |  |
|                                            |                         | 14. Pietro Mazzarino              | 28. Girolamo Mazzarino               |  |  |       |  |  |                                |  |  |                                        |  |
|                                            |                         | 14. Pietro Mazzarino              | 29. Margherita de Franchis-Passavera |  |  |       |  |  |                                |  |  |                                        |  |
| 7. Girolama Mazzarini                      |                         | 14. Pietro Mazzarino              |                                      |  |  |       |  |  |                                |  |  |                                        |  |
|                                            |                         | 15. Ortensia Bufalini             | 30. Ottavio Bufalini                 |  |  |       |  |  |                                |  |  |                                        |  |
|                                            |                         | 15. Ortensia Bufalini             | 30. Ottavio Bufalini                 |  |  |       |  |  |                                |  |  |                                        |  |
|                                            |                         | 15. Ortensia Bufalini             | 31. Francesca Belloni                |  |  |       |  |  |                                |  |  |                                        |  |
|                                            |                         | 15. Ortensia Bufalini             |                                      |  |  |       |  |  |                                |  |  |                                        |  |